# Eparchia di Pinsk e Turaŭ

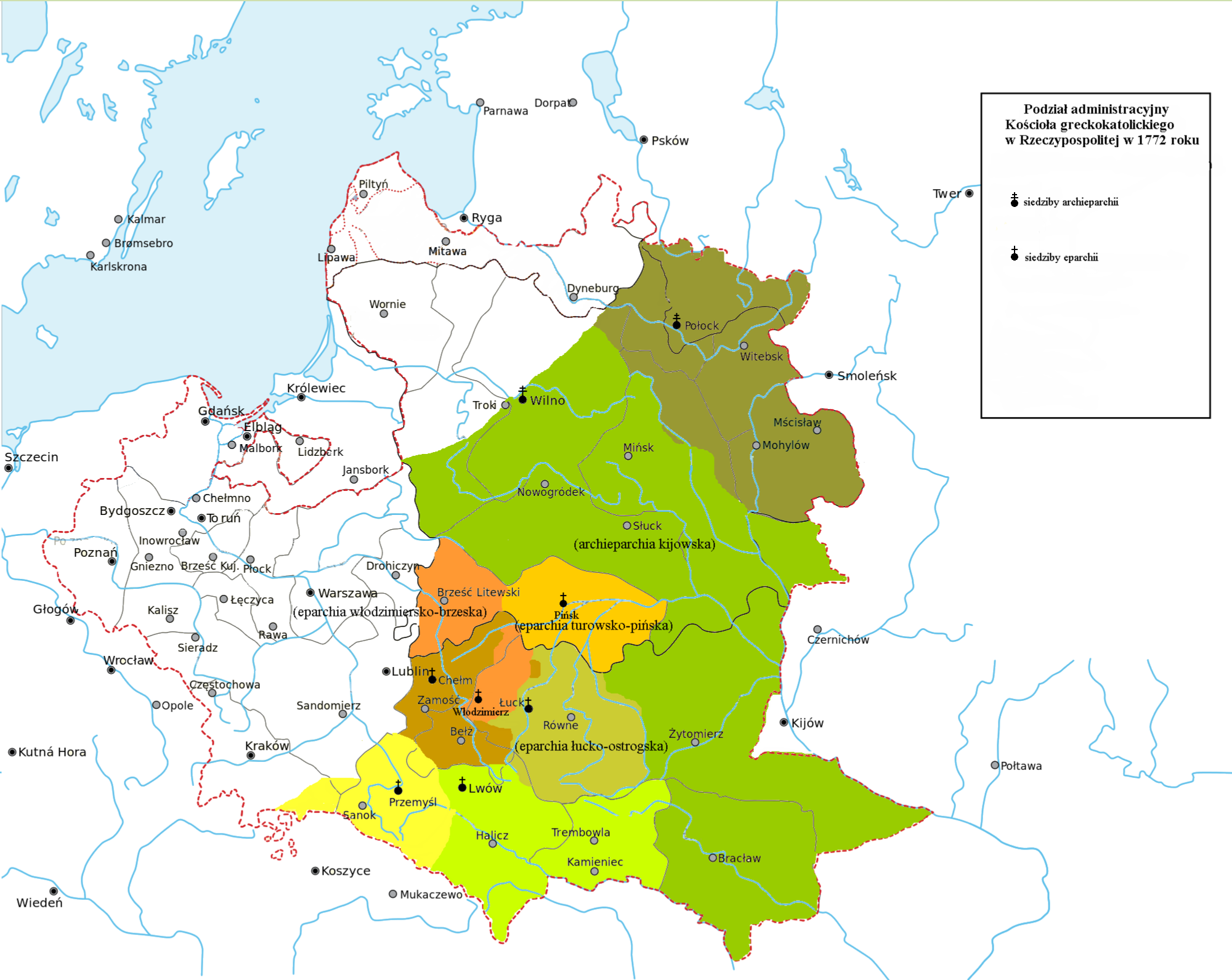
Mappa delle eparchie greco-cattoliche della Confederazione polacco-lituana nel 1772. Al centro, in color giallo scuro, l'eparchia di Pinsk e Turaŭ.

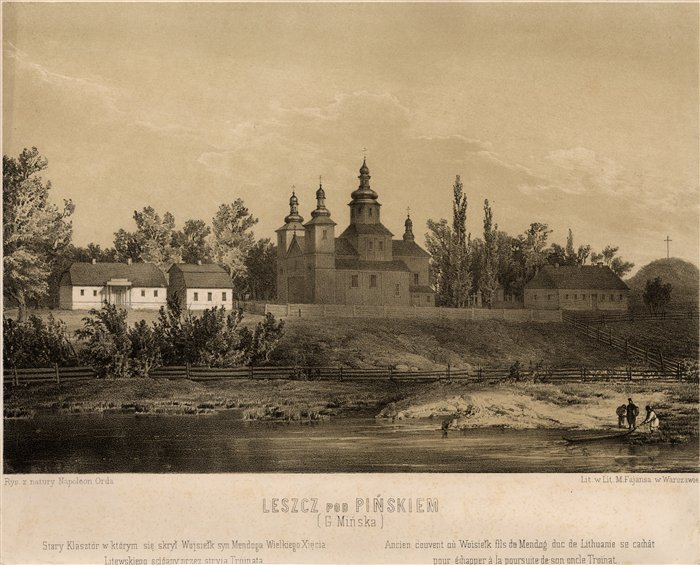
Il monastero Leszczynski di Pinsk, che aderì all'unione di Brest nel 1668.

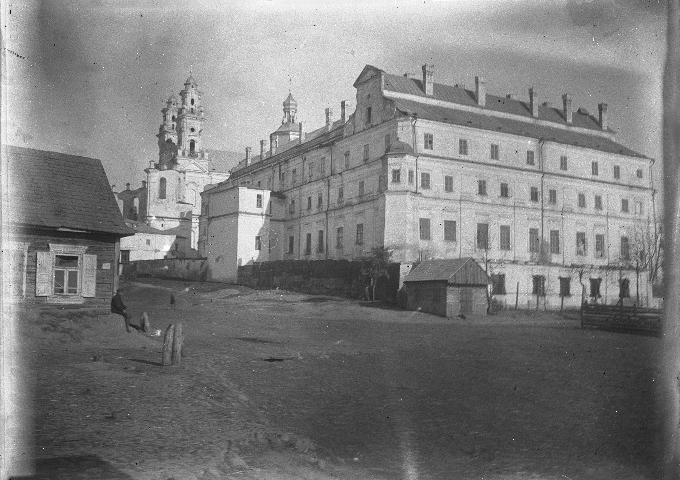
Il collegio dei Gesuiti e la chiesa di San Stanislao a Pinsk, in una foto degli Anni trenta, prima della demolizione della chiesa.

L'eparchia di Pinsk e Turaŭ (in latino Eparchia Pinscensis et Turoviensis Ruthenorum) è stata una sede della Chiesa cattolica rutena di rito bizantino.

## Territorio
L'eparchia si estendeva principalmente nella parte orientale del voivodato di Brėst.
Sede eparchiale era la città di Pinsk, nel territorio dell'odierna Bielorussia meridionale.

## Storia
L'eparchia ortodossa di Turaŭ (Turów in polacco) fu fondata nel X secolo. A causa della distruzione della città nel 1241, la sede eparchiale venne trasferita a Pinsk.
In seguito all'Unione di Brest del 1596, l'eparca ortodosso di Pinsk e Turaŭ, Jonasz Gogol, aderì alla comunione con Roma.
Nel corso del XVIII secolo giunse a contare più di cento parrocchie.
Con la soppressione della Compagnia di Gesù (1773), il collegio dei gesuiti di Pinsk divenne residenza dei vescovi e la chiesa di San Stanislao cattedrale dell'eparchia uniate.
L'eparchia fu soppressa, assieme a molte altre diocesi greco-cattoliche dell'impero russo, da Caterina II nel 1795. Il suo territorio fu annesso alla nuova eparchia di Brėst nel 1797.

## Cronotassi dei vescovi
- Jonasz Gogol † (1596 - circa agosto 1602 deceduto)
- Paizjusz Onikiewicz-Sachowski † (20 febbraio 1603 - 13 maggio 1626 deceduto)
- Grzegorz Michałowicz † (13 maggio 1626 succeduto - 13 aprile 1632 deceduto)
- Rafał Korsak, O.S.B.M. † (19 aprile 1632 - 5 febbraio 1637 succeduto arcieparca di Kiev)
- Pachomiusz Woyna-Orański, O.S.B.M. † (prima del 1º marzo 1637 - 24 giugno 1653 deceduto)
  - Sede vacante (1653-1665)[1]
- Marcjan Białłozor † (circa febbraio 1665 - 1697[2] nominato arcieparca di Polack)
- Antoni Żółkiewski † (1697 - 3 febbraio 1702 deceduto)
- Porfiriusz Kulczycki † (1703 - 1716 deceduto)
- Joachim Ciechanowski † (12 maggio 1716 - 4 aprile 1719 deceduto)
- Teodozy Teofil Godebski, O.S.B.M. † (prima di settembre 1720 - prima di febbraio 1730 nominato eparca di Volodymyr-Brėst)
- Jerzy Bułhak † (marzo 1730[3] - 12 marzo 1769 deceduto)
- Gedeon Horbacki † (12 marzo 1769 succeduto - circa giugno 1784 deceduto)
- Joachim Horbacki † (1784 - 1º settembre 1793 dimesso)
- Josafat Bulhak, O.S.B.M. † (1º settembre 1793 succeduto - 1795 dimesso)